# ناننينغ

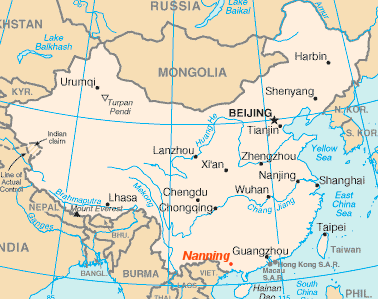
ناننينغ واقعة جنوب الصين.

ناننينغ (/nænˈnɪŋ/;، بالصينية المبسطة: 南宁؛ بالصينية التقليدية: 南寧؛ بينيين: Nánníng ؛ تشوانغ: Namzningz) هي عاصمة منطقة قوانغشي ذاتية الحكم في جنوب الصين، وأكبر مدينة من حيث عدد السكان هناك. تُعرف باسم «المدينة الخضراء» بسبب وفرة أوراق الشجر شبه الاستوائية المورقة. تقع في جنوب قوانغشي، وهي محاطة بحوض من التلال، مع مناخ رطب شبه مداري متأثر بالرياح الموسمية. اعتبارًا من اعتيان سنة 2018، بلغ عدد سكان ناننينغ 7,241,100 نسمة، منهم 4,417,600 يعيشون في المناطق الحضرية و 3839,800 يعيشون في 6 مناطق ضواحي.
ابتداء من عام 1949، بدأ اقتصاد ناننينغ في التطور إلى ما بعد دوره السابق كمركز تجاري وإداري بشكل أساسي، حيث خضع للنمو الصناعي المستدام. اليوم، تعتبر ناننينغ المركز الاقتصادي والمالي والثقافي في قوانغشي، والمركز الرئيسي لأقلية تشوانغ في قوانغشي. تقع حديقة الشعب في وسط المدينة.
المدينة هي موطن للعديد من الجامعات البارزة، بما في ذلك جامعة قوانغشي وجامعة قوانغشي الطبية وجامعة قوانغشي للقوميات وجامعة قوانغشي للفنون.

## تاريخ
ناننينغ هي مدينة قديمة ذات تاريخ طويل وثقافة غنية، كانت جزءًا من مجموعات بايوي ‏ العرقية في العصور القديمة. في السنة الأولى من فترة داشينغ لأسرة جين الشرقية (318 م)، تأسست مقاطعة جينشينغ هنا كواحدة من مدن المقاطعات، بتاريخ 1700 عام من نظام ناننينغ التنظيمي. خلال فترة تشينغوان من سلالة تانغ (632 م)، تم تغيير اسمها إلى محافظة يونغ (يونغتشو) وإنشاء مقر حكومة يونغتشو، ولهذا السبب تم تسميتها يونغ (邕) باختصار. في السنة الأولى من فترة تايدينغ لسلالة يوان (1318 بعد الميلاد)، تم تغيير اسم يونغتشو إلى ناننينغ، والتي تعني الجنوب الهادئ.
كانت ناننينغ ذات يوم أراضي شعب بايوي وأصبحت عاصمة مقاطعة جينشينغ التي تم فصلها عن مقاطعة يولين من أسرة جين الشرقية.
في عام 1076، خلال حرب لو سونغ، حاصرت قوات لي يونغتشو. تحت قيادة سو جيان، صمدت الحامية لمدة اثنين وأربعين يومًا قبل الاستسلام. دمرت المدينة وسويت بالأرض وذبح أهلها على يد سلالة لي ‏.
في عهد سلالة يوان عام 1324، تم تغيير اسمها إلى ناننينغ لو في يونغتشو. تاريخيا، اشتهرت ناننينغ بالتجارة، ولديها مكاتب تجارية دائمة من مناطق أخرى في الصين منذ عهد سلالة سونغ.
في عهد سلالة مينغ، تطوّرت ناننينغ لتصبح مركزًا اقتصاديًا لنهر تسو ونهر يو مع سمعة «نانجينغ الصغيرة».
في 4 ديسمبر 1949، تم الاستيلاء على ناننينغ من قبل الحزب الشيوعي الصيني. في يناير 1950، تم إنشاء بلدية ناننينغ، وتم تحديدها كعاصمة قوانغشي في 8 فبراير من العام نفسه؛ في مارس 1958، تم إنشاء منطقة قوانغشي ذاتية الحكم، وكانت بلدية ناننينغ هي العاصمة.
تستضيف ناننينغ معرض الصين-الآسيان إكسبو (CASEAN EXPO) الذي بدأ في عام 2004 وكان مكانًا لاستضافة «أولمبياد الروبوتات العالمي» لعام 2006.

## التقسيمات الإدارية
ناننينغ لديها سلطة قضائية على 7 مقاطعات و 5 محافظات و 6 مناطق تنمية.
.
| مقاطعة شينغنينغ مقاطعة شينغشيو مقاطعة جيانغنان مقاطعة شيشيانغتانغ مقاطعة ليانغشينغ مقاطعة يونغ نينغ مقاطعة وو مينغ محافظة لونغان محافظة ماشان محافظة تشانغ لين محافظة بينيانغ محافظة هنغ |          |                |                    |                     |                |                 |
| الاسم | بالصينية | بينيين         | تشوانغ             | تعداد السكان (2010) | المساحة (كلم2) | الكثافة (/كلم2) |
| المدينة المناسبة |          |                |                    |                     |                |                 |
| مقاطعة شينغنينغ | 兴宁区   | Xīngníng Qū    | Singhningz Gih     | 398,789             | 722.68         | 551.82          |
| مقاطعة شينغشيو | 青秀区   | Qīngxiù Qū     | Cinghsiu Gih       | 709,721             | 865.27         | 820.23          |
| مقاطعة جيانغنان | 江南区   | Jiāngnán Qū    | Gyanghnanz Gih     | 567,999             | 1,183.26       | 480.03          |
| مقاطعة شيشيانغتانغ | 西乡塘区 | Xīxiāngtáng Qū | Sihsienghdangz Gih | 1,153,305           | 1,076.00       | 1071.84         |
| مقاطعة ليانغشينغ | 良庆区   | Liángqìng Qū   | Liengzcing Gih     | 344,768             | 1,368.88       | 251.86          |
| مقاطعة يونغ نينغ | 邕宁区   | Yōngníng Qū    | Yunghningz Gih     | 259,721             | 1,230.73       | 211.03          |
| الضواحي |          |                |                    |                     |                |                 |
| مقاطعة وو مينغ | 武鸣区   | Wǔmíng Qū      | Vujmingz Gih       | 544,478             | 3,388.91       | 160.66          |
| المجال القروي |          |                |                    |                     |                |                 |
| محافظة لونغان | 隆安县   | Lóng'ān Xiàn   | Lungzanh Yen       | 300,215             | 2,305.59       | 130.21          |
| محافظة ماشان | 马山县   | Mǎshān Xiàn    | Majsanh Yen        | 390,900             | 2,340.76       | 167.00          |
| محافظة تشانغ لين | 上林县   | Shànglín Xiàn  | Sanglinz Yen       | 343,590             | 1,871.00       | 183.64          |
| محافظة بينيانغ | 宾阳县   | Bīnyáng Xiàn   | Binhyangz Yen      | 782,255             | 2,298.17       | 340.38          |
| محافظة هنغ | 横县     | Héng Xiàn      | Hwngz Yen          | 863,001             | 3,448.06       | 250.29          |
| المجموع | المجموع  | المجموع        | المجموع            | 6,658,742           | 22,099.31      | 301.30          |

مناطق التنمية:
- منطقة التنمية الصناعية عالية التقنية (南宁高新技术产业开发区)
- منطقة التنمية الاقتصادية والتكنولوجية (南宁经济技术开发区)
- منطقة الاستثمار الصينية لما وراء البحار (南宁华侨投资区)
- منطقة جبل ناننينغ تشينغ شيو ذات المناظر الخلابة (南宁青秀山风景名胜旅游区)
- منطقة بحيرة ناننينغ شيانغسي الجديدة (南宁相思湖新区)
- حديقة ناننينغ ليوجينغ الصناعية (南宁六景工业园区)

## مناظر المدينة
ناننينغ هي موطن لأحد أطول المباني في جمهورية الصين الشعبية، وهو مركز ديوانغ للتجارة الدولية، على ارتفاع 276 مترًا (906 قدمًا)، وهو حاليًا أطول مبنى في قوانغشي وجنوب غرب الصين (باستثناء تشونغتشينغ). ثاني أطول مبنى في ناننينغ هي مدينة التجارة العالمية على ارتفاع 218 مترًا. يوجد في المدينة حاليًا سبعة مبانٍ يزيد ارتفاعها عن 100 متر (330 قدمًا)، تم بناؤها أو قيد الإنشاء.
يوجد في ناننينغ العديد من المتنزهات ذات المناظر الطبيعية الاستوائية الخضراء، وهي واحدة من أكثر المدن خضرة في الصين، وتعرف باسم «المدينة الخضراء» (绿城). يتغير أفق وسط مدينة ناننينغ بسرعة وأصبحت المدينة مركزًا مهمًا في الصين.
بدأت الحكومة مؤخرًا خطة تجميل على مستوى المدينة تهدف إلى زيادة تنظيف المدينة وتحسين صورتها. وشمل ذلك تقليص عدد بائعي الأطعمة في الشوارع الذين يعملون بدون تراخيص مناسبة وتقييد وقوف السيارات في الشوارع المزدحمة. حقّق البرنامج نجاحًا أوليًا، ولا تزال هناك حاجة إلى جهود طويلة الأمد لتحقيق نتائج دائمة.[بحاجة لمصدر]

## الاقتصاد

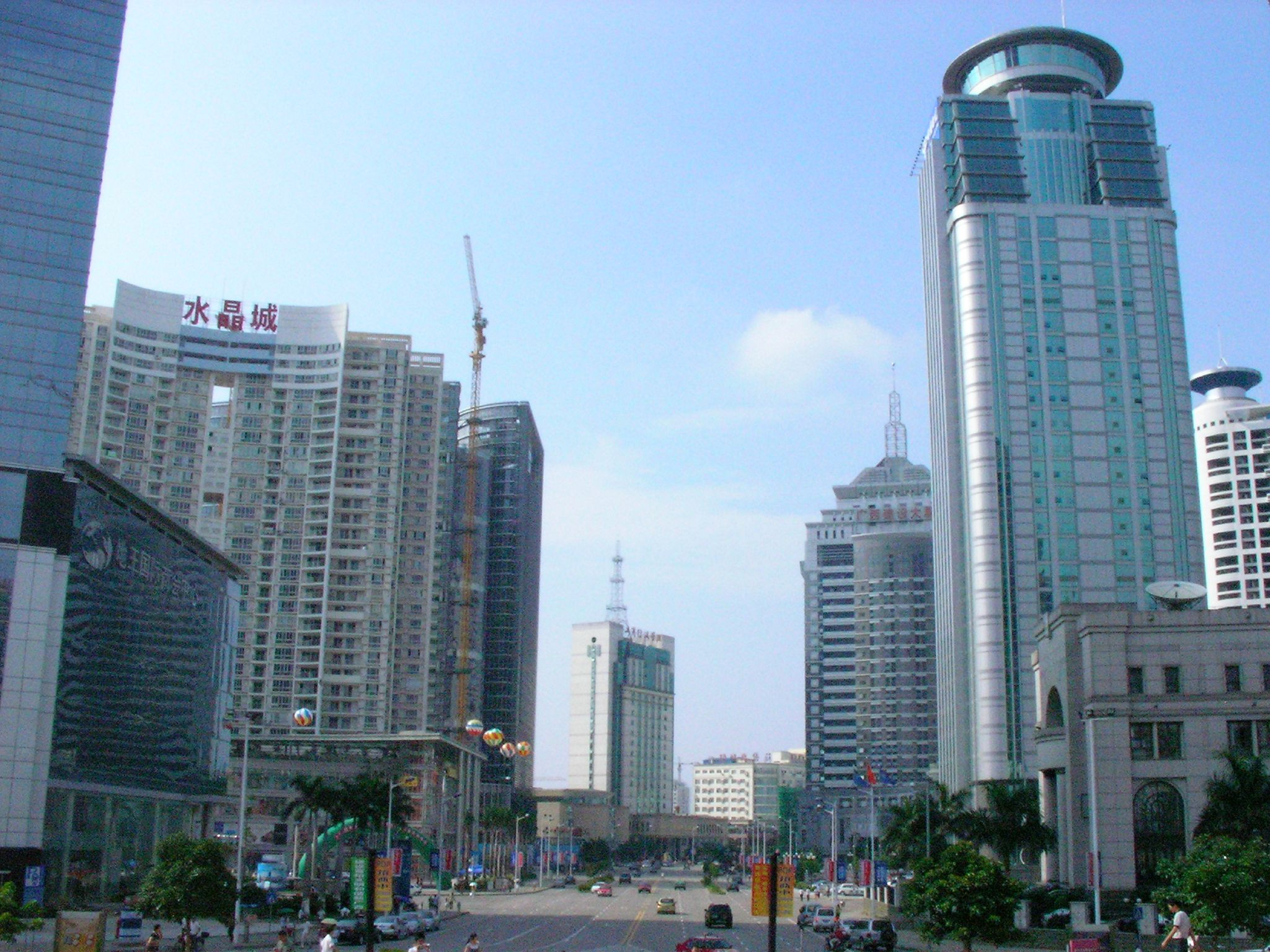
شارع ناننينغ

بلغ الناتج المحلي الإجمالي لناننينغ في عام 2015 نحو 341 مليار يوان صيني. بلغ نصيب الفرد من الناتج المحلي الإجمالي 7,844 دولارًا.
بلغت الصادرات الأجنبية في عام 2007 ما قيمته 10 مليارات دولار أمريكي. وقد بلغ الاستثمار الأجنبي في الأصول الثابتة نحو 34.3 مليار يوان. ناننينغ لديها ست مناطق تطوير ومجمعات صناعية، ثلاث منها تمثل 6 مليارات يوان من الناتج المحلي الإجمالي لناننينغ، أكثر من 8 في المئة من إجمالي ناننينغ.
تشمل الموارد المعدنية الذهب والحديد والمنغنيز والألمنيوم والكوارتز والفضة والإنديوم والفحم والرخام والغرانيت. تم العثور على ثلث الأنواع المختلفة من الموارد المعدنية في الصين في ناننينغ.

### المناطق الصناعية
- منطقة التنمية الصناعية عالية التقنية غويلين
- منطقة التنمية الاقتصادية والتكنولوجية ناننينغ

## وسائل النقل

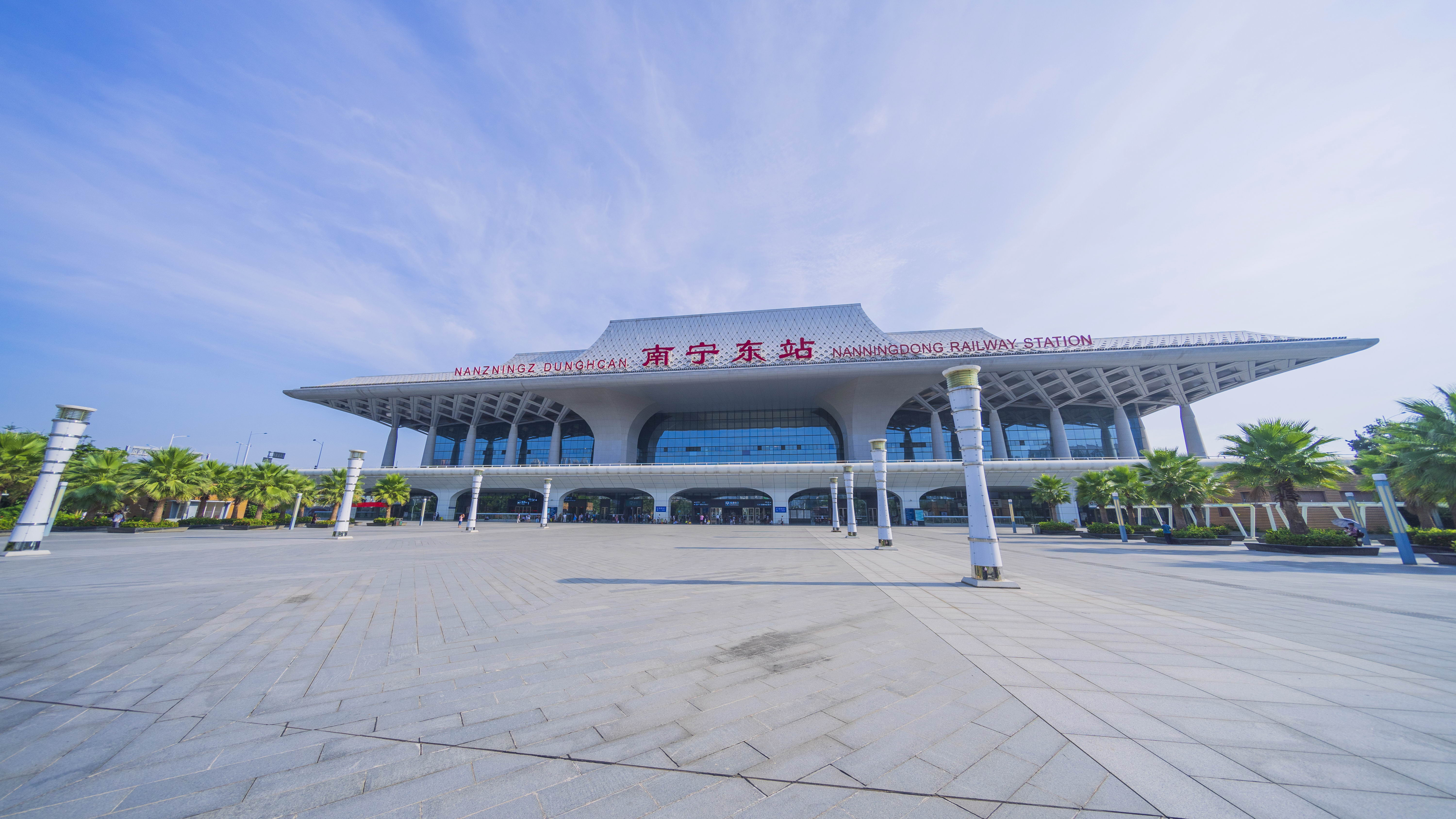
محطة سكة حديد ناننينغ الشرقية

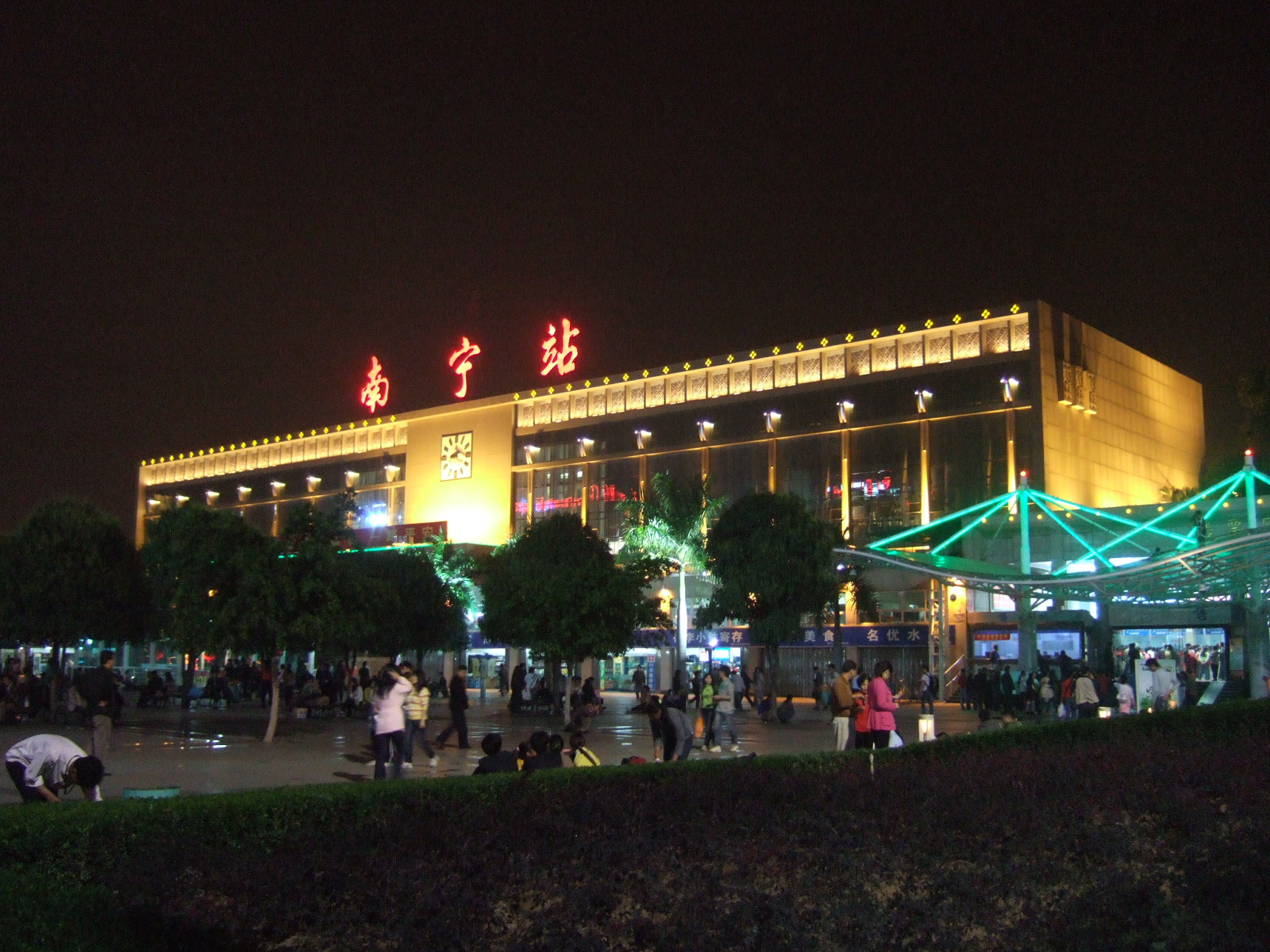
محطة قطار ناننينغ

خريطة المترو

### المترو
يشتهر نظام مترو ناننينغ بقطار ناننينغ (NNRT)، ومن المتوقع أن يضم ما مجموعه تسعة خطوط. تم الانتهاء من الأول ودخل حيز التشغيل في يونيو 2016، وبدأ التشغيل الثاني في ديسمبر 2017، بينما لا يزال الخطان 3 و 4 قيد الإنشاء الآن. يربط الخط 1 شرق وغرب مدينة ناننينغ، ويربط المركز المالي والسياسي بالمركز الأكاديمي والبحثي في ناننينغ.

### النقل الجوي
- مطار نانينغ الدولي

### السكة الحديدية
يوجد في ناننينغ محطتان رئيسيتان للسكك الحديدية: محطة سكة حديد ناننينغ ومحطة سكة حديد ناننينغ الشرقية. الأخير هو الأحدث وهو أيضًا الوجهة الرئيسية للقطارات عالية السرعة. ومن المقرر افتتاح محطة ثالثة، وهي محطة سكة حديد ناننينغ الشمالية، في عام 2023 بخط سكة حديد غوييانغ - ناننينغ فائق السرعة.
محطة سكة حديد ناننينغ هي ملتقى سكة حديد كل من سكك حديد ناننينغ - كونمينغ، وناننينغ - جوانجتشو، وهونان - قوانغشي. هناك أيضًا خطط لبناء خط سكة حديد عالي السرعة إلى بينغشيانغ على الحدود الفيتنامية. والهدف من ذلك هو دمج دلتا نهر اللؤلؤة وجنوب وسط الصين بشكل أفضل مع أعضاء الآسيان.
في نهاية عام 2013، تم إدخال بعض الخدمات عالية السرعة على خط سكة حديد هونان - قوانغشي، وعلى خط السكة الحديد الذي يربط ناننينغ ببيهاي (وكذلك فرعها إلى فانغشنغانغ).
تُعدُّ قوانغشي أيضًا نقطة اتصال بين سكة حديد قوانغتشو-غوييانغ عالية السرعة.

## النباتات والحيوانات
يمنح المناخ الدافئ في ناننينغ قدرًا كبيرًا من التنوع البيولوجي. هناك العديد من أنواع الحيوانات وأكثر من 3000 نوع من النباتات. زهرة المدينة هي زهرة الخطمي الوردي الصيني، وهي شجيرة دائمة الخضرة، وشجرة المدينة هي شجرة اللوز التي تعتبر العمود الفقري للشجرة المستخدمة للتخضير والمناظر الطبيعية في جميع أنحاء المدينة.

## جغرافيا

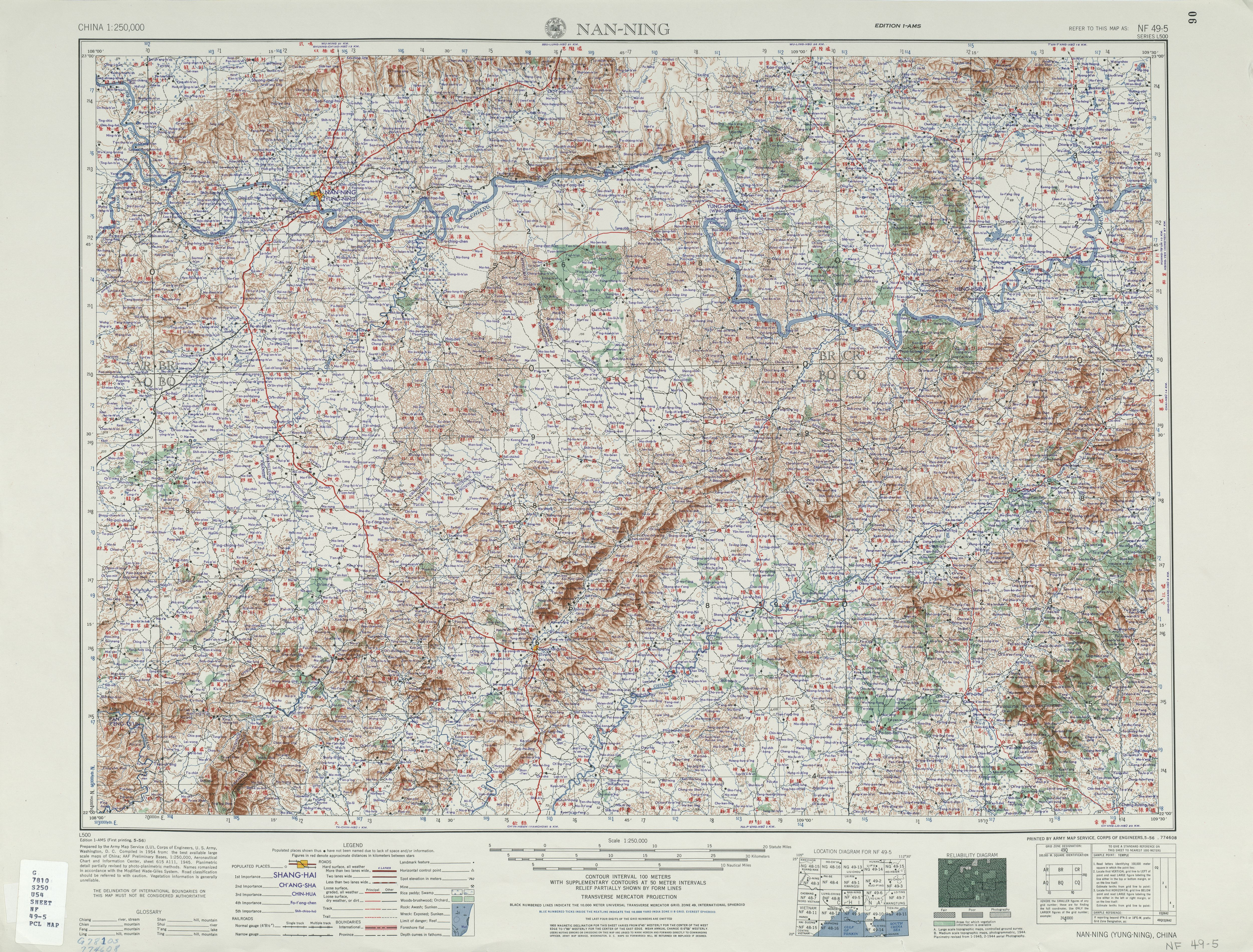
خريطة ناننينغ، 1954

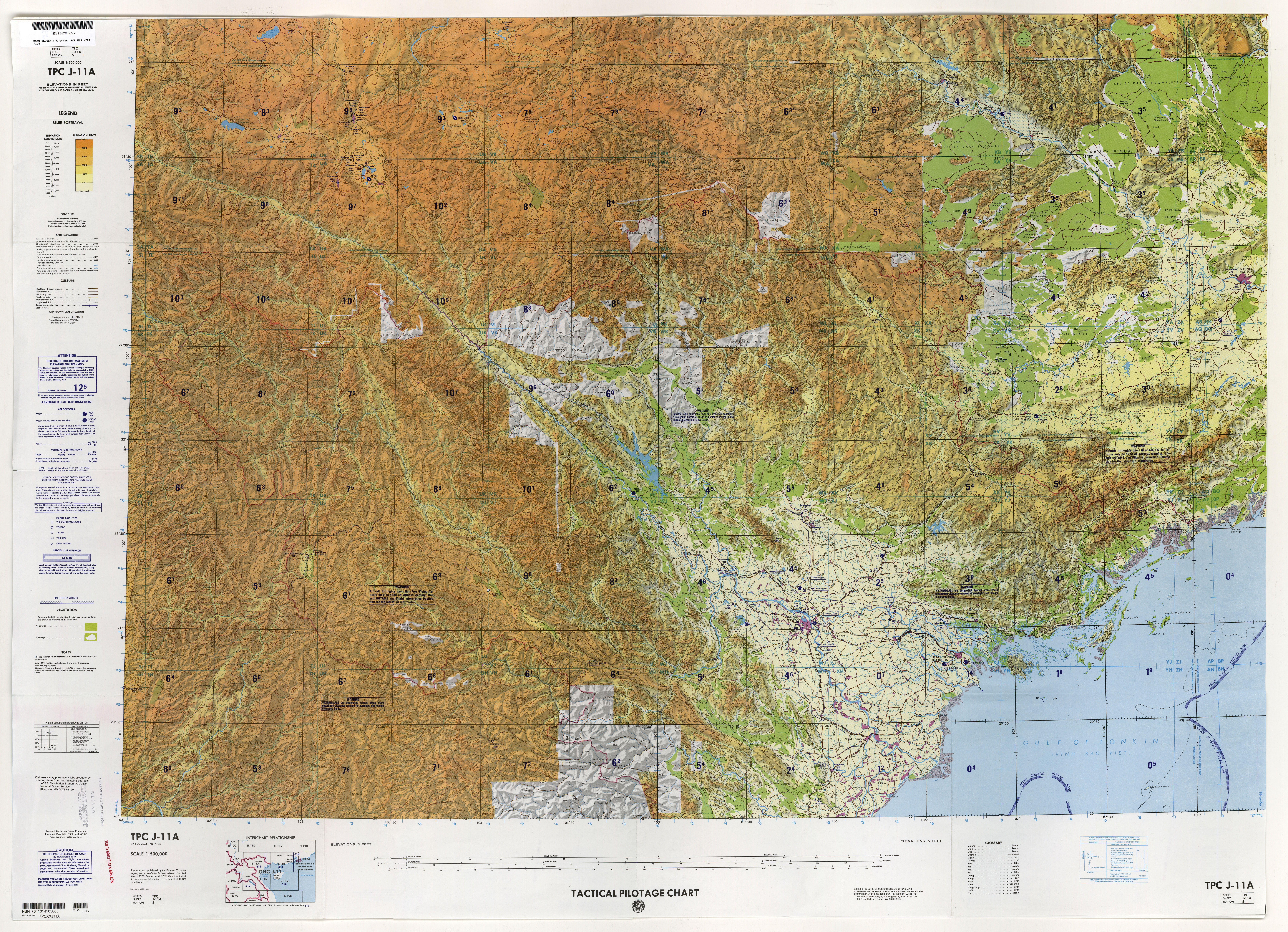
خريطة ناننينغ

تقع ناننينغ في الجزء الجنوبي من منطقة قوانغشي ذاتية الحكم لقومية تشوانغ، على بعد 160 كم (99 ميل) من الحدود مع فيتنام. تبلغ مساحتها الإدارية 22.293 كيلومتر مربع (8607 ميل مربع).
تقع ناننينغ في حوض مرتفع يتراوح ارتفاعه بين 70 و 500 متر (230 و 1640 قدمًا) فوق مستوى سطح البحر. يهيمن جبل شينغشيو على الجزء الجنوبي من المدينة.

### المناخ
تتمتع ناننينغ بمناخ رطب شبه مداري متأثر بالرياح الموسمية (تصنيف كوبن للمناخ)، بمتوسط درجة حرارة سنوي يبلغ 21.83 درجة مئوية (71.3 درجة فهرنهايت). الصيف حار ورطب مع شهر يوليو، أكثر الشهور حرارة، حيث يبلغ متوسط درجة الحرارة على مدار 24 ساعة 28.4 درجة مئوية (83.1 درجة فهرنهايت). الشتاء معتدل ورطب إلى حد ما مع شهر يناير، أبرد شهر، بمتوسط 12.9 درجة مئوية (55.2 درجة فهرنهايت). من فبراير إلى أغسطس، يكون هطول الأمطار أكثر تواترًا وتتجاوز الرطوبة النسبية باستمرار 80 في المائة؛ هطول الأمطار السنوي هو 1,290 ملم (50.8 بوصة). كما أن المنطقة خالية من الصقيع طوال الأيام باستثناء 3 أو 4 أيام في السنة، كما أن تساقط الثلوج لم يُسمع به تقريبًا في المدينة، مع استثناء واحد منذ عام 1900: في ديسمبر 1975 تساقطت الثلوج على المدينة وإن كان ذلك دون الالتصاق بالأرض. تراوحت درجات الحرارة القصوى من -2.1 إلى 40.4 درجة مئوية (28 إلى 105 درجة فهرنهايت). مع نسبة سطوع الشمس المحتملة الشهرية التي تتراوح من 17 في المائة في مارس إلى 51 في المائة في سبتمبر، تتلقى المدينة 1585 ساعة من أشعة الشمس الساطعة سنويًا.
| البيانات المناخية لـناننينغ(العادي 1981−2010، المتطرق 1951−2010)                                               | البيانات المناخية لـناننينغ(العادي 1981−2010، المتطرق 1951−2010) | البيانات المناخية لـناننينغ(العادي 1981−2010، المتطرق 1951−2010) | البيانات المناخية لـناننينغ(العادي 1981−2010، المتطرق 1951−2010) | البيانات المناخية لـناننينغ(العادي 1981−2010، المتطرق 1951−2010) | البيانات المناخية لـناننينغ(العادي 1981−2010، المتطرق 1951−2010) | البيانات المناخية لـناننينغ(العادي 1981−2010، المتطرق 1951−2010) | البيانات المناخية لـناننينغ(العادي 1981−2010، المتطرق 1951−2010) | البيانات المناخية لـناننينغ(العادي 1981−2010، المتطرق 1951−2010) | البيانات المناخية لـناننينغ(العادي 1981−2010، المتطرق 1951−2010) | البيانات المناخية لـناننينغ(العادي 1981−2010، المتطرق 1951−2010) | البيانات المناخية لـناننينغ(العادي 1981−2010، المتطرق 1951−2010) | البيانات المناخية لـناننينغ(العادي 1981−2010، المتطرق 1951−2010) | البيانات المناخية لـناننينغ(العادي 1981−2010، المتطرق 1951−2010) |
| الشهر | يناير                                                            | فبراير                                                           | مارس                                                             | أبريل                                                            | مايو                                                             | يونيو                                                            | يوليو                                                            | أغسطس                                                            | سبتمبر                                                           | أكتوبر                                                           | نوفمبر                                                           | ديسمبر                                                           | المعدل السنوي                                                    |
| --- | ---------------------------------------------------------------- | ---------------------------------------------------------------- | ---------------------------------------------------------------- | ---------------------------------------------------------------- | ---------------------------------------------------------------- | ---------------------------------------------------------------- | ---------------------------------------------------------------- | ---------------------------------------------------------------- | ---------------------------------------------------------------- | ---------------------------------------------------------------- | ---------------------------------------------------------------- | ---------------------------------------------------------------- | ---------------------------------------------------------------- |
| الدرجة القصوى °م (°ف)                                                                                          | 32.6 (90.7)                                                      | 36.2 (97.2)                                                      | 35.5 (95.9)                                                      | 38.3 (100.9)                                                     | 40.4 (104.7)                                                     | 37.9 (100.2)                                                     | 39.0 (102.2)                                                     | 39.1 (102.4)                                                     | 38.2 (100.8)                                                     | 35.2 (95.4)                                                      | 33.7 (92.7)                                                      | 30.5 (86.9)                                                      | 40.4 (104.7)                                                     |
| متوسط درجة الحرارة الكبرى °م (°ف)                                                                              | 17.2 (63.0)                                                      | 18.5 (65.3)                                                      | 21.6 (70.9)                                                      | 26.8 (80.2)                                                      | 30.4 (86.7)                                                      | 32.1 (89.8)                                                      | 32.9 (91.2)                                                      | 33.0 (91.4)                                                      | 31.7 (89.1)                                                      | 28.8 (83.8)                                                      | 24.4 (75.9)                                                      | 20.0 (68.0)                                                      | 26.5 (79.6)                                                      |
| المتوسط اليومي °م (°ف)                                                                                         | 12.9 (55.2)                                                      | 14.5 (58.1)                                                      | 17.6 (63.7)                                                      | 22.5 (72.5)                                                      | 25.9 (78.6)                                                      | 27.8 (82.0)                                                      | 28.4 (83.1)                                                      | 28.3 (82.9)                                                      | 26.8 (80.2)                                                      | 23.6 (74.5)                                                      | 19.0 (66.2)                                                      | 14.7 (58.5)                                                      | 21.8 (71.3)                                                      |
| متوسط درجة الحرارة الصغرى °م (°ف)                                                                              | 10.0 (50.0)                                                      | 11.9 (53.4)                                                      | 14.9 (58.8)                                                      | 19.5 (67.1)                                                      | 22.6 (72.7)                                                      | 24.8 (76.6)                                                      | 25.3 (77.5)                                                      | 25.1 (77.2)                                                      | 23.5 (74.3)                                                      | 20.1 (68.2)                                                      | 15.3 (59.5)                                                      | 11.1 (52.0)                                                      | 18.7 (65.6)                                                      |
| أدنى درجة حرارة °م (°ف)                                                                                        | −2.1 (28.2)                                                      | 0.2 (32.4)                                                       | 3.7 (38.7)                                                       | 9.2 (48.6)                                                       | 13.5 (56.3)                                                      | 18.2 (64.8)                                                      | 19.7 (67.5)                                                      | 19.9 (67.8)                                                      | 15.4 (59.7)                                                      | 6.9 (44.4)                                                       | 0.7 (33.3)                                                       | −1.9 (28.6)                                                      | −2.1 (28.2)                                                      |
| معدل هطول الأمطار مم (إنش)                                                                                     | 38.6 (1.52)                                                      | 45.4 (1.79)                                                      | 61.9 (2.44)                                                      | 86.7 (3.41)                                                      | 175.4 (6.91)                                                     | 216.8 (8.54)                                                     | 237.6 (9.35)                                                     | 181.9 (7.16)                                                     | 126.6 (4.98)                                                     | 50.3 (1.98)                                                      | 45.7 (1.80)                                                      | 23.1 (0.91)                                                      | 1٬290 (50.79)                                                    |
| متوسط الأيام الممطرة (≥ 0.1 mm)                                                                                | 11.1                                                             | 13.2                                                             | 13.8                                                             | 13.6                                                             | 16.6                                                             | 16.3                                                             | 16.8                                                             | 16.2                                                             | 10.5                                                             | 8.5                                                              | 6.8                                                              | 5.9                                                              | 149.3                                                            |
| متوسط الرطوبة النسبية (%)                                                                                      | 77                                                               | 81                                                               | 81                                                               | 80                                                               | 80                                                               | 82                                                               | 82                                                               | 81                                                               | 78                                                               | 75                                                               | 74                                                               | 73                                                               | 79                                                               |
| ساعات سطوع الشمس الشهرية                                                                                       | 69.6                                                             | 56.7                                                             | 61.8                                                             | 91.4                                                             | 144.0                                                            | 161.1                                                            | 196.8                                                            | 186.1                                                            | 185.6                                                            | 163.7                                                            | 144.2                                                            | 123.7                                                            | 1٬584٫7                                                          |
| نسبة وصول أشعة الشمس                                                                                           | 21                                                               | 18                                                               | 17                                                               | 24                                                               | 35                                                               | 40                                                               | 48                                                               | 47                                                               | 51                                                               | 46                                                               | 44                                                               | 37                                                               | 36                                                               |
| المصدر: إدارة الأرصاد الجوية الصينية (أيام هطول الأمطار والشمس المشرقة 1971–2000)، درجات الحرارة القصوى الكُلية |                                                                  |                                                                  |                                                                  |                                                                  |                                                                  |                                                                  |                                                                  |                                                                  |                                                                  |                                                                  |                                                                  |                                                                  |                                                                  |

## توأمة
لناننينغ اتفاقيات توأمة مع:
- أنتاناناريفو، مدغشقر (2015)
- بانجول، غامبيا (1987)
- بوجور ريجنسي [الإنجليزية]‏، إندونيسيا (2008)
- جهة بوندابيرج [الإنجليزية]‏، أستراليا (1998)
- تشامباساك [الإنجليزية]‏، لاوس (2010)
- سيتي أوف كوميرسي، الولايات المتحدة (2009)
- كريما، إيطاليا (2016)
- دافاو، الفلبين (2007)
- غروجونتس، بولندا (2011)
- غواتشيون، كرويا الجنوبية (2005)
- ها فونغ، فيتنام (2006)
- إيكويكو، الشيلي (2008)
- إيفانو-فرانكيفسك، أوكرانيا (2019)[19]
- خون كاين [الإنجليزية]‏، تايلند (2002)
- كلاغنفورت، النمسا (2002)
- ليلونغوي، مالاوي (2011)
- بروفو، الولايات المتحدة (2000)
- سيهانوكفيل، كمبوديا (2007)
- فال دو مارن، فرنسا (2008)
- يانغون، ميانمار (2009)

## التركيبة السكانية
في تعداد 2010، كان إجمالي عدد سكان ناننينغ نحو 6.611.600، من بينهم 2.875.220 من سكان الحضر (بعد تعديل التقسيمات الإدارية) و 2.480.340 في المنطقة المبنية المكونة من 5 من أصل 6 مناطق حضرية.[استشهاد منقوص البيانات] ناننينغ هي مدينة تعيش فيها مجموعة تشوانغ العرقية في مجتمعات مدمجة. تعيش 35 مجموعة عرقية في مجتمعات متماسكة في ناننينغ، بما في ذلك أفراد أقليات تشوانغ والهان والياو والهوي والمياو ودونغ ومان.

## الثقافة
ناننينغ هي مركز العلوم والتكنولوجيا والتعليم والثقافة والصحة في منطقة قوانغشي ذاتية الحكم لقومية تشوانغ. هناك 54 معهدًا للبحث العلمي تابعة للمقاطعات. تقوم 10 كليات و 50 مدرسة تجارية بتدريب موظفين متخصصين من جميع التخصصات. يوجد الآن 62 منظمة ثقافية جماهيرية، و 13 مجموعة أداء، و 8 دور سينما، و 285 وحدة عرض، وأكثر من 70 قاعة كاريوكي وأكثر من 1000 محل لبيع الصحف. يمكن العثور على المكتبات والأسواق الثقافية في كل مكان.

### الطعام
بالإضافة إلى المطبخ المحلي، تتوفر ناننينغ على أصماف من الأطعمة من مناطق أخرى في الصين وخارجها. يمكن العثور على ثقافة الطعام التقليدية حول معظم شوارع ناننينغ. يشترك طعام ناننينغ في نمط الطعام الكانتوني وجنوب شرق آسيا. يمكن العثور على المأكولات الصينية بما في ذلك غوانغدونغ وسيشوان وخونان وجيانغسو بالإضافة إلى المأكولات اليابانية والتايلاندية والغربية.
تحظى نودلز الأرز بشعبية كبيرة بين سكان ناننينغ. نودلز الأرز لاويو (Laoyou) هي الأكثر شهرة، بينما يمكن العثور على أطباق المعكرونة الأخرى مثل معكرونة أرز غويلين والمعكرونة المصنوعة يدويًا. نودلز أرز لاويو مصنوعة من الفلفل المقلي، وبراعم الخيزران الحامضة، والفاصوليا السوداء والثوم، ثم لحم الخنزير، ثم الحساء ونودلز الأرز. النودلز ذات المذاق الحامض والتوابل هي طعام شائع مفضل للغاية ورخيص الثمن لجميع الوجبات (الإفطار والغداء والعشاء) في ناننينغ.

## السياحة
ناننينغ قريبة من غويلين ذات المناظر الخلابة، مع تلالها المشهورة عالميًا، شمال وغرب جوانجشي وقرى الأقليات، والحدود مع فيتنام في الجنوب.
تشمل مناطق الجذب السياحي في ناننينغ متحف قوانغشي، ومتنزه بيبولز مع حصن زنينغ، وجبل تشينغشيو، وحديقة غوانغشي للأعشاب الطبية، ومدينة يانجمي القديمة.
تشمل الأماكن الأخرى ذات الأهمية مُنتزه نانهو ومُنتزه شيشان وحديقة حيوان ناننينغ.

## الكليات والجامعات
- جامعة ناننينغ (南宁学院)
- جامعة ناننينغ العادية (南宁师范大学)
- جامعة قوانغشي (广西大学)
- كلية قوانغشي للفنون (广西艺术学院)
- جامعة قوانغشي الطبية (广西医科大学)
- جامعة قوانغشي للقوميات (广西民族大学)
- جامعة قوانغشي للطب الصيني (广西中医药大学)
- جامعة قوانغشي للتمويل والاقتصاد (广西财经学院)

ملاحظة: المؤسسات التي ليس لديها برامج بكالوريوس بدوام كامل غير مدرجة.

## أعلام
- هوانغ هونغ بين
- ياو يان
- لو لو
- هي زي
- ديفيد تشيو

## وصلات خارجية
- () موقع حكومة ناننينغ
- () خريطة مدينة ناننينغ
- (بالإنجليزية) خريطة اخرى لمدينة ناننينغ
- (بالفرنسية) صور ناننينغ على موقع Panoramio